# Caldas Júnior
Francisco Antônio Vieira Caldas Júnior (Neópolis, 13 de diciembre de 1868 - Porto Alegre, 9 de abril de 1913) fue un periodista y empresario brasileño. 
Hijo del magistrado Francisco Antônio Vieira Caldas y de Maria Emília Wanderley, llegó con sus padres de Sergipe a Santo Antônio da Patrulha, Río Grande del Sur, a la edad de cuatro años, trasladándose posteriormente a Porto Alegre. Su padre fue fusilado en 1894, en la Fortaleza de Santa Cruz de Anhatomirim, junto con otros 184 presos políticos, antiguos líderes de la Revolución Federalista en Santa Catarina.
Colaboró como periodista con A Reforma y el Jornal do Commercio.  Cuando dejó este último, fundó el Correio do Povo, el 1 de octubre de 1895, un periódico políticamente independiente. El lema del periódico era «El periódico de mayor circulación y tirada de Río Grande del Sur» .
Se casó con Mimosa Porto Alegre, (hija de Aquiles Porto Alegre, también periodista,) y luego con Dolores Alcaraz Caldas, que dirigió el Correio do Povo tras su muerte.
Poeta, fue también uno de los fundadores de la Academia Riograndense de Letras. 